# Катар на літніх Олімпійських іграх 2016
Катар на літніх Олімпійських іграх 2016 представляла команда з 38 спортсменів, що виступали у 10 видах спорту. Було здобуто одну срібну медаль.

## Медалісти
| Медалі | Спортсмени        | Вид спорту     | Дисципліна                 | Дата      |
| ------ | ----------------- | -------------- | -------------------------- | --------- |
| Срібло | Мутаз Есса Баршим | Легка атлетика | чоловіки, стрибки у висоту | 20 серпня |

## Легка атлетика
Легенда
- Note – для трекових дисциплін місце вказане лише для забігу, в якому взяв участь спортсмен
- Q = пройшов у наступне коло напряму
- q = пройшов у наступне коло за добором (для трекових дисциплін - найшвидші часи серед тих, хто не пройшов напряму; для технічних дисциплін - увійшов до визначеної кількості фіналістів за місцем якщо напряму пройшло менше спортсменів, ніж визначена кількість)
- NR = Національний рекорд
- N/A = Коло відсутнє у цій дисципліні
- Bye = спортсменові не потрібно змагатися у цьому колі

Трекові і шосейні дисципліни
| Спортсмен                | Дисципліна                   | Попередній забіг | Попередній забіг | Чвертьфінал | Чвертьфінал | Півфінал         | Півфінал         | Фінал            | Фінал            |
| Спортсмен                | Дисципліна                   | Результат        | Місце            | Результат   | Місце       | Результат        | Місце            | Результат        | Місце            |
| ------------------------ | ---------------------------- | ---------------- | ---------------- | ----------- | ----------- | ---------------- | ---------------- | ---------------- | ---------------- |
| Фемі Огуноде             | біг на 100 метрів (чоловіки) | Bye              | Bye              | 10.28       | 5           | Завершив виступ  | Завершив виступ  | Завершив виступ  | Завершив виступ  |
| Фемі Огуноде             | біг на 200 метрів (чоловіки) | 20.36            | 4                | Н/Д         | Н/Д         | Завершив виступ  | Завершив виступ  | Завершив виступ  | Завершив виступ  |
| Абдалелах Гарун          | біг на 400 метрів (чоловіки) | 45.76            | 2 Q              | Н/Д         | Н/Д         | 46.66            | 7                | Завершив виступ  | Завершив виступ  |
| Абубакер Хайдар Абдалла  | біг на 800 метрів (чоловіки) | 1:47.81          | 5                | Н/Д         | Н/Д         | Завершив виступ  | Завершив виступ  | Завершив виступ  | Завершив виступ  |
| Абдулрахман Мусаеб Балла | біг на 800 метрів (чоловіки) | DNS              | DNS              | Н/Д         | Н/Д         | Завершив виступ  | Завершив виступ  | Завершив виступ  | Завершив виступ  |
| Dalal Mesfer Al-Harith   | біг на 400 метрів (жінки)    | 1:07.12          | 7                | Н/Д         | Н/Д         | Завершила виступ | Завершила виступ | Завершила виступ | Завершила виступ |

Технічні дисципліни
| Спортсмен           | Дисципліна                  | Кваліфікація       | Кваліфікація | Фінал              | Фінал           |
| Спортсмен           | Дисципліна                  | Результат у метрах | Місце        | Результат у метрах | Місце           |
| ------------------- | --------------------------- | ------------------ | ------------ | ------------------ | --------------- |
| Мутаз Есса Баршим   | стрибки у висоту (чоловіки) | 2.29               | =1 Q         | 2.36               | 2               |
| Ахмед Бадер Магур   | метання списа (чоловіки)    | 77.19              | 16           | Завершив виступ    | Завершив виступ |
| Ашраф Амкад Елсейфі | метання молота (чоловіки)   | 73.47              | 12 q         | 75.46              | 5               |

## Бокс
| Спортсмен           | Категорія           | 1/16 фіналу           | 1/8 фіналу         | Чвертьфінали       | Півфінали          | Фінал              | Фінал           |
| Спортсмен           | Категорія           | Суперник Результат    | Суперник Результат | Суперник Результат | Суперник Результат | Суперник Результат | Місце           |
| ------------------- | ------------------- | --------------------- | ------------------ | ------------------ | ------------------ | ------------------ | --------------- |
| Хакан Ершекер       | до 60 кг (чоловіки) | Тоджибаєв (UZB) L 0–3 | Завершив виступ    | Завершив виступ    | Завершив виступ    | Завершив виступ    | Завершив виступ |
| Туласі Тарумалінгам | до 64 кг (чоловіки) | Чинзоріг (MGL) L 0–3  | Завершив виступ    | Завершив виступ    | Завершив виступ    | Завершив виступ    | Завершив виступ |

## Кінний спорт

### Конкур
| Спортсмен                                                                | Кінь           | Дисципліна    | Кваліфікація | Кваліфікація | Кваліфікація | Кваліфікація | Кваліфікація | Кваліфікація    | Кваліфікація    | Кваліфікація    | Фінал           | Фінал           | Фінал           | Фінал           | Фінал           | Загалом         | Загалом         |
| Спортсмен                                                                | Кінь           | Дисципліна    | Раунд 1      | Раунд 1      | Раунд 2      | Раунд 2      | Раунд 2      | Раунд 3         | Раунд 3         | Раунд 3         | Фінал A         | Фінал A         | Фінал B         | Фінал B         | Фінал B         | Загалом         | Загалом         |
| Спортсмен                                                                | Кінь           | Дисципліна    | Штрафні очки | Місце        | Штрафні очки | Загалом      | Місце        | Штрафні очки    | Загалом         | Місце           | Штрафні очки    | Місце           | Штрафні очки    | Загалом         | Місце           | Штрафні очки    | Місце           |
| ------------------------------------------------------------------------ | -------------- | ------------- | ------------ | ------------ | ------------ | ------------ | ------------ | --------------- | --------------- | --------------- | --------------- | --------------- | --------------- | --------------- | --------------- | --------------- | --------------- |
| Хамад Аль-Аттія                                                          | Appagino       | Індивідуальні | 8            | =53 Q        | 5            | 13           | 50 Q         | DNS             | DNS             | DNS             | Завершив виступ | Завершив виступ | Завершив виступ | Завершив виступ | Завершив виступ | Завершив виступ | Завершив виступ |
| Алі Аль-Румайхі                                                          | Gunder         | Індивідуальні | 1            | =25 Q        | 1            | 2            | 14 Q         | 2               | 4               | =7 Q            | 4               | =16 Q           | 1               | 5               | =16             | 5               | =16             |
| Шейх Алі Аль-Тані                                                        | First Division | Індивідуальні | 0            | =1 Q         | 4            | 4            | =15 Q        | 1               | 5               | =13 Q           | 0               | =1 Q            | 0               | 0               | =1 JO           | 8               | 6               |
| Бассем Хассан Мухаммед                                                   | Dejavu         | Індивідуальні | 4            | =27 Q        | 4            | 8            | =30 Q        | 5               | 13              | 33 Q            | 8               | =28             | Завершив виступ | Завершив виступ | Завершив виступ | 8               | =28             |
| Хамад Аль-Аттія Алі Аль-Румайхі Шейх Алі Аль-Тані Бассем Хассан Мухаммед | Див. вище      | Команда       | 5            | 7            | 9            | Н/Д          | 9            | Завершив виступ | Завершив виступ | Завершив виступ | Н/Д             | Н/Д             | Н/Д             | Н/Д             | Н/Д             | 9               | 9               |

"#" позначає, що очки цього вершника не входять до заліку командного змагання, оскільки зараховуються лише результати трьох найкращих вершників.

## Handball
Підсумок

Легенда:
- ET – Після додаткового часу
- P – долю матчу вирішила серія післяматчевих пенальті.

| Команда     | Дисципліна       | Груповий етап      | Груповий етап      | Груповий етап      | Груповий етап      | Груповий етап      | Груповий етап | Чвертьфінал        | Півфінал           | Фінал / БМ         | Фінал / БМ |
| Команда     | Дисципліна       | Суперник Результат | Суперник Результат | Суперник Результат | Суперник Результат | Суперник Результат | Місце         | Суперник Результат | Суперник Результат | Суперник Результат | Місце      |
| ----------- | ---------------- | ------------------ | ------------------ | ------------------ | ------------------ | ------------------ | ------------- | ------------------ | ------------------ | ------------------ | ---------- |
| Qatar men's | чоловічий турнір | Хорватія W 30–23   | Франція L 20–35    | Туніс D 25–25      | Данія L 25–26      | Аргентина W 22–18  | 4             | Німеччина L 22–34  | Завершив виступ    | Завершив виступ    | 8          |

### Чоловічий турнір
Склад команди
Шаблон:Склад чоловічої збірної Катару з гандболу на літніх Олімпійських іграх 2016
Груповий етап
Шаблон:Підсумкова таблиця в групі A чоловічого турніру з гандболу на літніх Олімпійських іграх 2016
Шаблон:Чоловічий турнір з гандболу на літніх Олімпійських іграх 2016, гра A1
Шаблон:Чоловічий турнір з гандболу на літніх Олімпійських іграх 2016, гра A4
Шаблон:Чоловічий турнір з гандболу на літніх Олімпійських іграх 2016, гра A7
Шаблон:Чоловічий турнір з гандболу на літніх Олімпійських іграх 2016, гра A11
Шаблон:Чоловічий турнір з гандболу на літніх Олімпійських іграх 2016, гра A15
Чвертьфінал
Шаблон:Чоловічий турнір з гандболу на літніх Олімпійських іграх 2016, гра C2

## Дзюдо
| Спортсмен    | Категорія           | 1/32 фіналу        | 1/16 фіналу                 | 1/8 фіналу         | Чвертьфінали       | Півфінали          | Втішний поєдинок   | Фінал / БМ         | Фінал / БМ      |
| Спортсмен    | Категорія           | Суперник Результат | Суперник Результат          | Суперник Результат | Суперник Результат | Суперник Результат | Суперник Результат | Суперник Результат | Місце           |
| ------------ | ------------------- | ------------------ | --------------------------- | ------------------ | ------------------ | ------------------ | ------------------ | ------------------ | --------------- |
| Морад Земурі | До 73 кг (чоловіки) | Bye                | van Tichelt (BEL) L 000–100 | Завершив виступ    | Завершив виступ    | Завершив виступ    | Завершив виступ    | Завершив виступ    | Завершив виступ |

## Стрільба
| Спортсмен         | Дисципліна      | Кваліфікація | Кваліфікація | Півфінал        | Півфінал        | Фінал           | Фінал           |
| Спортсмен         | Дисципліна      | Очки         | Місце        | Очки            | Місце           | Очки            | Місце           |
| ----------------- | --------------- | ------------ | ------------ | --------------- | --------------- | --------------- | --------------- |
| Насер Аль-Атіях   | скит (чоловіки) | 111          | 31           | Завершив виступ | Завершив виступ | Завершив виступ | Завершив виступ |
| Рашид Салех Хамад | скит (чоловіки) | 109          | 32           | Завершив виступ | Завершив виступ | Завершив виступ | Завершив виступ |

## Плавання
| Спортсмен       | Дисципліна                     | Попередній заплив | Попередній заплив | Півфінал         | Півфінал         | Фінал            | Фінал            |
| Спортсмен       | Дисципліна                     | Час               | Місце             | Час              | Місце            | Час              | Місце            |
| --------------- | ------------------------------ | ----------------- | ----------------- | ---------------- | ---------------- | ---------------- | ---------------- |
| Ноа Аль-Хулайфі | 100 метрів на спині (чоловіки) | 1:07.47           | 39                | Завершив виступ  | Завершив виступ  | Завершив виступ  | Завершив виступ  |
| Nada Arkaji     | 100 метрів батерфляєм (жінки)  | 1:18.86           | 45                | Завершила виступ | Завершила виступ | Завершила виступ | Завершила виступ |

## Настільний теніс
| Спортсмен | Дисципліна                  | Попередній раунд   | Раунд 1            | Раунд 2                | Раунд 3             | 1/8 фіналу         | Чвертьфінали       | Півфінали          | Фінал / БМ         | Фінал / БМ      |
| Спортсмен | Дисципліна                  | Суперник Результат | Суперник Результат | Суперник Результат     | Суперник Результат  | Суперник Результат | Суперник Результат | Суперник Результат | Суперник Результат | Місце           |
| --------- | --------------------------- | ------------------ | ------------------ | ---------------------- | ------------------- | ------------------ | ------------------ | ------------------ | ------------------ | --------------- |
| Li Ping   | одиночний розряд (чоловіки) | Bye                | Bye                | Паттантьуш (HUN) W 4–0 | Овчаров (GER) L 3–4 | Завершив виступ    | Завершив виступ    | Завершив виступ    | Завершив виступ    | Завершив виступ |

## Волейбол

### Пляжний
| Спортсмен                      | Дисципліна | Груповий етап | Місце | 1/8 фіналу                                          | Чвертьфінали       | Півфінали          | Фінал / БМ         | Фінал / БМ      |
| Спортсмен                      | Дисципліна | Суперник Результат | Місце | Суперник Результат                                  | Суперник Результат | Суперник Результат | Суперник Результат | Місце           |
| ------------------------------ | ---------- | --- | ----- | --------------------------------------------------- | ------------------ | ------------------ | ------------------ | --------------- |
| Джефферсон Перейра Шериф Юноус | Чоловіки   | Група F Гібб – Patterson (USA) L 0 – 2 (16–21, 16–21) Gavira – Herrera (ESP) W 2 – 1 (13–21, 21–18, 15–12) Huber – Шидл (AUT) W 2 – 1 (18–21, 21–19, 15–12) | 2 Q   | Красильников – Семенов (RUS) L 0 – 2 (13–21, 13–21) | Завершив виступ    | Завершив виступ    | Завершив виступ    | Завершив виступ |

## Важка атлетика
| Спортсмен     | Категорія           | Ривок     | Ривок | Поштовх   | Поштовх | Загалом | Місце |
| Спортсмен     | Категорія           | Результат | Місце | Результат | Місце   | Загалом | Місце |
| ------------- | ------------------- | --------- | ----- | --------- | ------- | ------- | ----- |
| Фаріс Ібрагім | до 85 кг (чоловіки) | 158       | =10   | 203       | 7       | 361     | 8     |